# Montemezzo
Montemezzo (lombardul: Montemezz) település Olaszországban, Lombardia régióban, Como megyében. Lakosainak száma 210 fő (2023. január 1.). Montemezzo Gera Lario, Sorico, Vercana, Trezzone és Samolaco községekkel határos.

## Népesség
A település lakossága az elmúlt években az alábbi módon változott:
| Lakosok száma | 238  | 228  | 210  |
|               | 2017 | 2018 | 2023 |